# Browningia columnaris
Browningia columnaris är en kaktusväxtart som beskrevs av Friedrich Ritter. Browningia columnaris ingår i släktet Browningia och familjen kaktusväxter. Inga underarter finns listade i Catalogue of Life.